# Lieferinger Tunnel
Der Lieferinger Tunnel ist ein aus Umweltschutzgründen errichteter, 2001 fertiggestellter Straßentunnel der österreichischen Westautobahn (A1) im Stadtgebiet von Salzburg.

## Lage
Der Lieferinger Tunnel im Salzburger Stadtteil Liefering erstreckt sich innerhalb der Autobahnkilometerpunkte 291 und 293 und liegt zwischen den Ausfahrten Salzburg Mitte und Kleßheim auf 417 m ü. A. Seine westliche Seite berührt den kleinen Lieferinger Hügel an dessen südöstlichem Ende. Innerhalb des Tunnelbereichs gibt es kein Gefälle.

## Geschichte und Bedeutung
Der Bau der geplanten Reichsautobahn als Weiterführung von München nach Wien wurde kurz nach dem Anschluss Österreichs in Anwesenheit von Adolf Hitler mit einer Spatenstichfeier am 7. April 1938 am Walserberg begonnen. Die Trasse der Autobahn verlief dabei mitten durch den heutigen Salzburger Stadtteil Liefering, das zu dem Zeitpunkt als ländliches Dorf noch zur damaligen Gemeinde Siezenheim gehörte. Die Autobahntrasse wurde dabei als schmerzhafte Spaltung der gewachsenen örtlichen Einheit von Liefering und bis zuletzt als „Landschaftswunde“ empfunden. Für den Bau der Straße wurden Insassen eines in der Nähe gelegenen Arbeitslagers des nationalsozialistischen Reichsarbeitsdienstes in Bergheim herangezogen. Bis 1942 war die Straße bis zur heutigen Abfahrt Salzburg Mitte im Wesentlichen fertiggestellt, danach kam der Bau aufgrund der Kriegsumstände zum Stillstand. Nach dem Krieg wurde der Abschnitt von der Ausfahrt Kleßheim bis Salzburg Mitte, in dem sich heute der Lieferinger Tunnel befindet, von 1947 bis 1965 für jährlich stattfindende Motorradrennen genutzt.
Mit dem zunehmenden Verkehr auf der auch als Stadtautobahn und Umfahrung von Salzburg genutzten Straße in den folgenden Jahrzehnten wurde die Lärm- und Emissionsbelastung für die Anwohner ein immer größeres Problem. In den 1980er Jahren errichtete man im Bereich des jetzigen Tunnels eine Lärmschutzwand, die jedoch als unzureichend galt. Forderungen nach einer Untertunnelung des Autobahnabschnitts im Bereich von Alt-Liefering wurden schon ab 1991 vehement laut. 1996 stellten die Befürworter des Tunnels einen Plan des „Umweltschutztunnels Liefering“ vor. Im Zuge weiterer geplanter Baumaßnahmen in dem Bereich der Autobahn begann man letztlich am 21. Juni 1999 mit dem Bau des Tunnels. Ab 6. November 2000 wurde die erste Röhre Richtung München mit Gegenverkehr befahren. Eröffnet wurde der fertige Tunnel feierlich am 13. Oktober 2001.
Die Bedeutung des Tunnels für die anliegende Bevölkerung liegt zum einen im Umweltaspekt; er brachte eine spürbare Lärm- und Schadstoffreduzierung für die Anrainer. Noch rund eineinhalb Jahrzehnte später sprach man über die Lieferinger, „die sich […] besonders über die enorme Verbesserung der Lebensqualität seit Errichtung des Lieferinger Tunnels freuen“. Zum anderen geht die Bedeutung des Tunnels darüber hinaus. Die Überdachung der Autobahn und damit ihre optische Beseitigung sowie die Wiederherstellung einer begehbaren räumlichen Gesamtheit des Ortskerns von Liefering wird als langersehnte „Wiedervereinigung“ des Dorfes wahrgenommen. Um dem Interesse der Bevölkerung Rechnung zu tragen, wurde zudem nach Fertigstellung eines ersten Abschnitts die Bevölkerung von amtlicher Seite für den 9. Juni 2000 zu einem „Tunnelschauen“ eingeladen.
Eine alternative Bezeichnung des Lieferinger Tunnels ist Umweltschutztunnel. Darüber hinaus wurde der Tunnel im Volksmund lange Zeit – und wird oft heute noch – als Gabi-Tunnel bezeichnet, benannt nach der späteren Salzburger Landeshauptfrau Gabi Burgstaller, die zur Zeit des Baus als Landesrätin für Verkehr auch für Angelegenheiten des Tunnelbaus mit zuständig war. Gabi Burgstaller war zusammen mit der Betreiberin des traditionellen Lieferinger Gasthauses Hartlwirt, Liselotte Huber, auch Tunnelpatin.

## Konstruktion, Bau und Verkehr

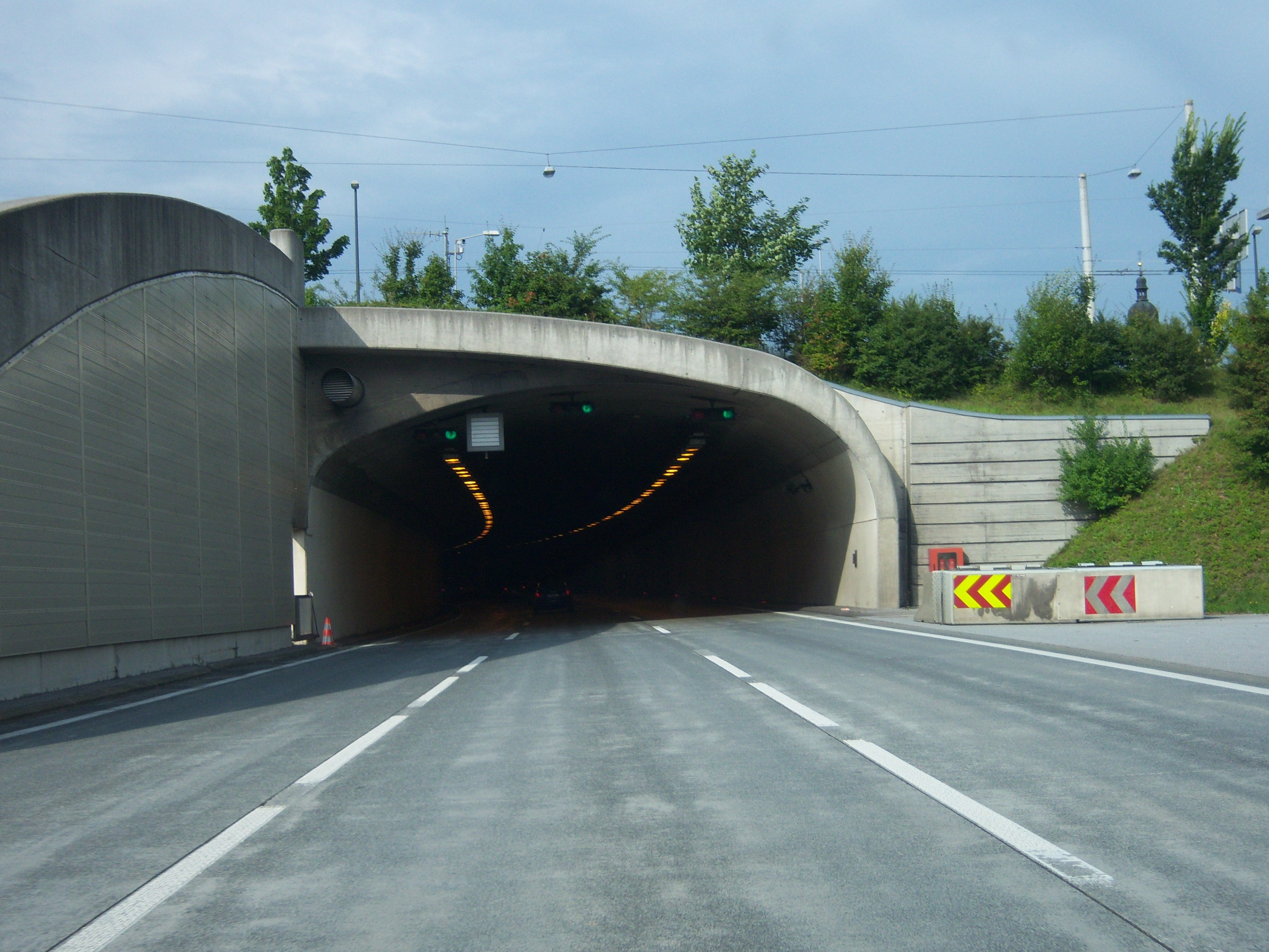
Die östliche Tunneleinfahrt Richtung München

Der Bau des Lieferinger Tunnels war Teil eines größeren Bauprojekts. Gleichzeitig mit dem Untertunnelung wurde auch die Autobahnausfahrt Salzburg Mitte bei der Kreuzung der Autobahn mit der Münchener Straße (B155) in Form eines Kreisverkehrs (Verteilerkreises) komplett neu gestaltet. Dasselbe Baulos umfasste auch die Fertigstellung des sechsspurigen Ausbaus der Autobahn zwischen Salzburg-Nord und dem Knoten Salzburg im Bereich Liefering sowie die Errichtung von weiteren Schallschutzwänden in diesem Abschnitt. Ausgeführt wurden die Arbeiten von der Universale Bau GmbH. Der Bau des Lieferinger Tunnels und des Verteilerkreises Salzburg Mitte wurde vom Land Salzburg auf DVD dokumentiert, die käuflich zu erwerben ist.

### Bautechnik
Ursprünglich forderten die Lieferinger Anwohner eine Untertunnelung bis zur Eisenbahnbrücke der Bahnstrecke Rosenheim–Salzburg, was aus Kostengründen verworfen wurde. Nachdem zwischenzeitlich eine Länge von 450 m vorgesehen war, fiel zu Jahresbeginn 2000 die Entscheidung zu einer Verlängerung um 50 m. Der zweiröhrige Lieferinger Tunnel hat nun eine Länge von 503,5 m, wovon die Fahrbahn 220 m je Fahrtrichtung dreispurig, der Rest vierspurig geführt wird. Innerhalb des Tunnelbereichs zweigt Richtung Wien die Abfahrt Salzburg-Mitte ab und in Gegenrichtung mündet eine Auffahrtspur auf die Autobahn ebenfalls innerhalb des Tunnels. Der größte Tunnelquerschnitt beträgt rund 22 m.

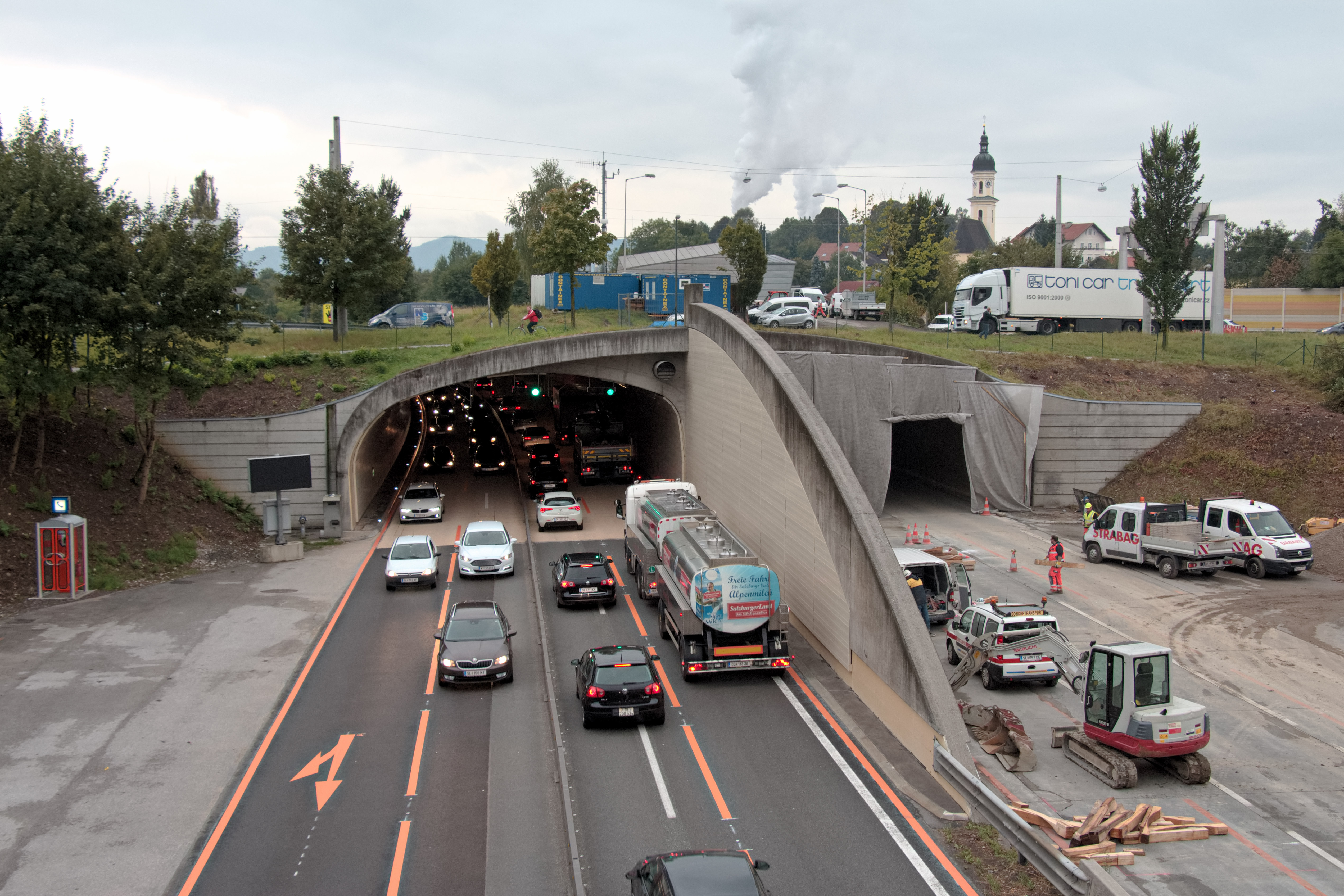
Bauarbeiten im September 2016

Die Tunnelkonstruktion ruht auf 90 cm dicken Bohrpfählen, die im Abstand von 3 m zwischen 5 und 36 m tief in den Boden getrieben wurden. Der Untergrund besteht aus mit einer Seetonschicht überlagertem Flysch-Gestein. Zu Teilen lastet die Betonkonstruktion auch auf Flachfundamenten.
2007 wurden am Tunnel technische Überprüfungen vorgenommen. Eine Modernisierung beider Tunnelröhren wurde in der zweiten Jahreshälfte 2016 vorgenommen. Dabei wurden die Sicherheitseinrichtungen auf neuesten Stand gebracht, die Lüftung verbessert sowie auf den Fahrbahnen ein neuer Belag aufgetragen. Die Kosten waren mit 18,3 Mio. Euro veranschlagt.

### Verkehr

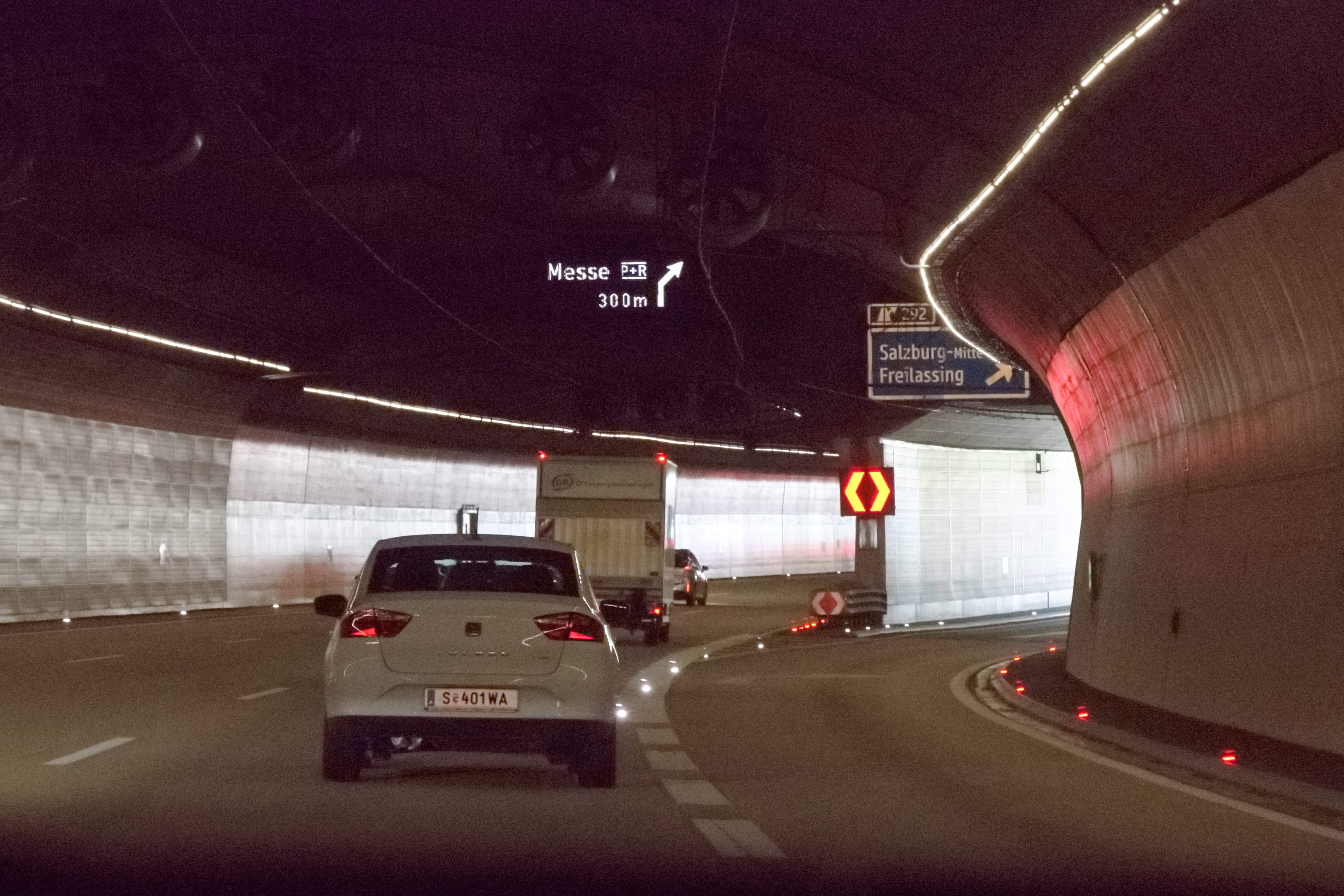
Ausfahrt Salzburg Mitte im Tunnel Richtung Wien

Zur Zeit des Baus wurde die Autobahn im Tunnelabschnitt von rund 68.000 Kraftfahrzeugen täglich befahren, was die zweithöchste Verkehrsdichte der gesamten Westautobahn darstellte. Zu jenem Zeitpunkt wurde eine Zunahme bis 2015 auf 96.000 Fahrzeuge geschätzt. Eine andere Schätzung ging von rund 100.000 Fahrzeugen täglich schon im Jahr 2010 aus. Tatsächlich wurde der Autobahnabschnitt mit dem Lieferinger Tunnel im Jahr 2014 im Wochenschnitt von 77.160 Kraftfahrzeugen pro Tag befahren, wobei die höchste Frequenz freitags bei einem Mittelwert von knapp 90.400 Kfz lag. Die geringste Frequentierung des Tunnels gab es an Sonn- und Feiertagen mit durchschnittlich 57.260 Fahrzeugen an solchen Tagen.
Im Tunnelbereich – wie im gesamten Bereich der Stadt Salzburg auf der Autobahn – gilt auf der Grundlage des österreichischen Immissionsschutzgesetzes-Luft (IG-L) wegen der hier vorhandenen Überschreitung von Schadstoffgrenzwerten eine Geschwindigkeitsbegrenzung von 100 km/h. Im Februar 2014 wurde diese probeweise auf 80 km/h herabgesetzt. Die Geschwindigkeitsreduzierung brachte einen Rückgang der ausgestoßenen Stickoxide um 6 bis 7 %, was einer Totalsperre der Straße von 26 Tagen entsprechen würde. Mit einer Verordnung des Salzburger Landeshauptmannes vom 3. März 2015 gilt seitdem in dem Autobahnabschnitt mit dem Lieferinger Tunnel eine immissionsabhängige Geschwindigkeitsbegrenzung zwischen 80 und 100 km/h. Im Tunnel selbst sind unabhängig davon nur 80 km/h erlaubt. Rechtliche Grundlage dafür ist eine aus Verkehrssicherheitsgründen erlassene Verordnung des Bundesministeriums für Verkehr, Innovation und Technologie.

### Überdeckung

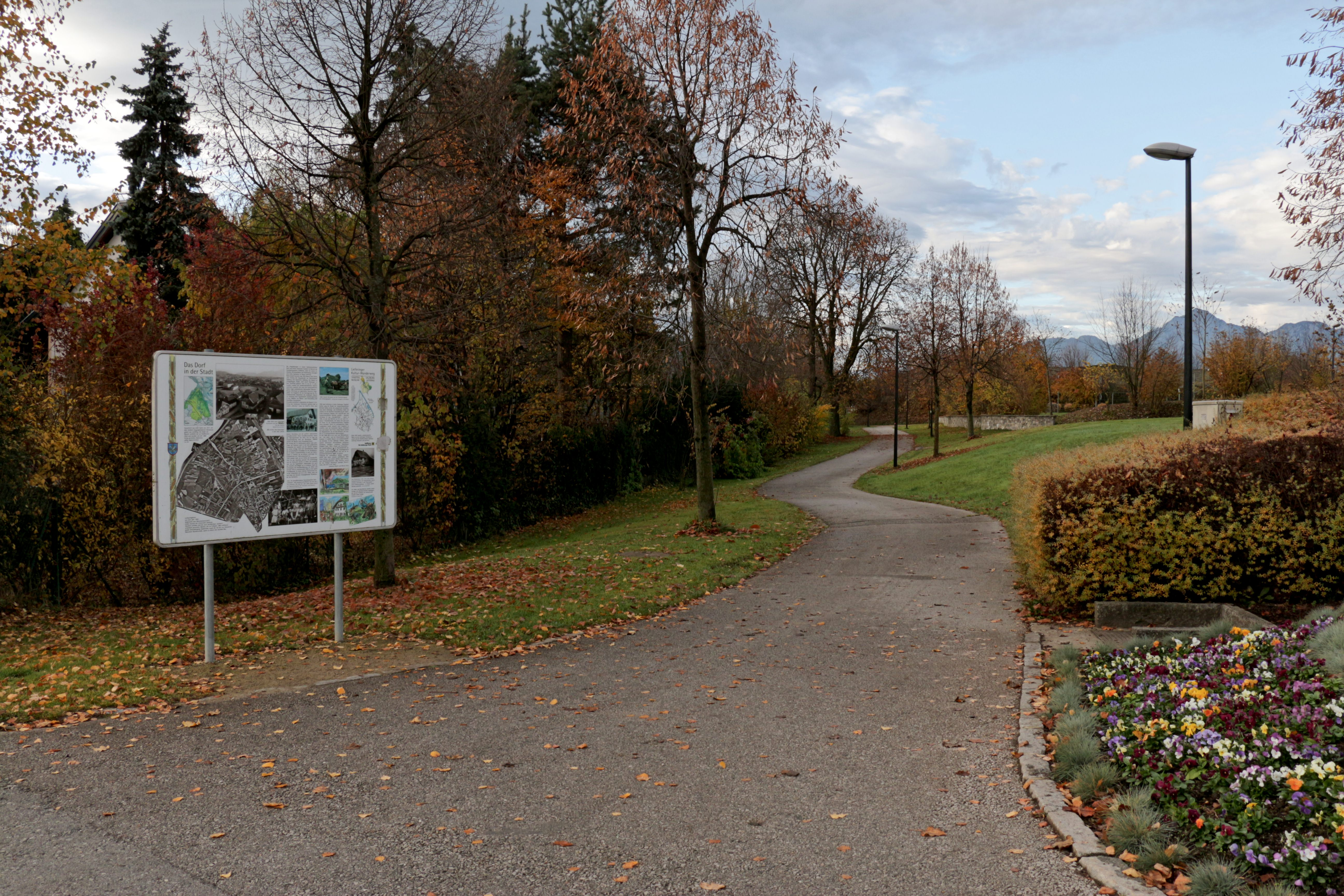
Überdeckung des Tunnels Richtung Westen gesehen

Mit der Gestaltung des Deckenbereichs befasste sich ein Stadtteilausschuss und die Fläche wurde nach den Bedürfnissen der Anwohner gestaltet. Über den Tunnel führt eine der beiden Hauptverbindungsstraßen des Stadtteils Liefering, die Lieferinger Hauptstraße; ostseitig von ihr wurde ein kleiner Parkplatz angelegt. Äußerst westlich der Tunnelüberdachung quert ein Fuß- und Radweg. Der restliche Bereich der Überdeckung westseitig der Lieferinger Hauptstraße wurde als Freizeitraum gestaltet. Der Platz wird von der ansässigen Bevölkerung quasi als neuer Dorfplatz empfunden, auf dem wiederholt Veranstaltungen wie Maibaumaufstellen oder Leuchtbrunnenkonzerte stattfinden. Es gibt den Lieferinger Dorfbrunnen sowie seit 2004 einen Kinderspielplatz, den 14.500 m² großen Tunnelspielplatz mit einem separierten Hartplatz für Ballspiele. Zudem stehen in dem Bereich zwei Schautafeln des Lieferinger Kulturwanderwegs, von denen sich eine der Rolle der Autobahn in Liefering und damit auch dem Lieferinger Tunnel widmet.

## Nachweise
- Land Salzburg: Baulos Liefering,

1. 1 2  Dauerzählstellen Gesamtjahr 2014. (MS Excel) ASFINAG, archiviert vom Original (nicht mehr online verfügbar) am 5. März 2016; abgerufen am 3. Januar 2016.  Info: Der Archivlink wurde automatisch eingesetzt und noch nicht geprüft. Bitte prüfe Original- und Archivlink gemäß Anleitung und entferne dann diesen Hinweis.
2. ↑  Liefering. Das Dorf in der Stadt, hrsg. vom Kuratorium der Peter-Pfenninger-Schenkung Liefering, [o. V.] Salzburg 1997, S. 215.
3. 1 2  Salzburger Landeskorrespondenz, 6. November 2000, abgerufen am 3. Jänner 2016.
4. ↑  Salzburger Volkspartei Liefering (Memento des Originals vom 3. Januar 2016 im Internet Archive)  Info: Der Archivlink wurde automatisch eingesetzt und noch nicht geprüft. Bitte prüfe Original- und Archivlink gemäß Anleitung und entferne dann diesen Hinweis., abgerufen am 30. Dezember 2015.
5. ↑  Der Lieferinger Kulturwanderweg, hrsg. vom Verein Stadtteilmuseum Salzburg-Liefering. [o. V.] Salzburg 2006, S. 55.
6. ↑  Salzburger Landeskorrespondenz, 5. Juni 2000, abgerufen am 30. Dezember 2015.
7. ↑  Landversand (Memento des Originals vom 20. Dezember 2016 im Internet Archive)  Info: Der Archivlink wurde automatisch eingesetzt und noch nicht geprüft. Bitte prüfe Original- und Archivlink gemäß Anleitung und entferne dann diesen Hinweis., abgerufen am 3. Jänner 2016.
8. ↑  Salzburger Landeskorrespondenz, 11. Jänner 2000 (Memento des Originals vom 20. Dezember 2016 im Internet Archive)  Info: Der Archivlink wurde automatisch eingesetzt und noch nicht geprüft. Bitte prüfe Original- und Archivlink gemäß Anleitung und entferne dann diesen Hinweis., abgerufen am 3. Jänner 2016.
9. ↑  laabmayr.at, abgerufen am 3. Jänner 2016.
10. ↑  asfinag.at (Memento des Originals vom 20. Dezember 2016 im Internet Archive)  Info: Der Archivlink wurde automatisch eingesetzt und noch nicht geprüft. Bitte prüfe Original- und Archivlink gemäß Anleitung und entferne dann diesen Hinweis., abgerufen am 6. Dezember 2016.
11. ↑  Baulos Liefering (Memento des Originals vom 5. Mai 2005 im Internet Archive)  Info: Der Archivlink wurde automatisch eingesetzt und noch nicht geprüft. Bitte prüfe Original- und Archivlink gemäß Anleitung und entferne dann diesen Hinweis..
12. ↑  Salzburger Landeskorrespondenz, 12. Juni 2014, abgerufen am 3. Jänner 2016.
13. ↑  Landesgesetzblatt Nr. 25/2015 (West Autobahn-Geschwindigkeitsbeschränkungsverordnung 2015).
14. ↑  salzburg.at, abgerufen am 3. Jänner 2016.
15. ↑  Spielplätze Liefering, abgerufen am 30. Dezember 2015.